# Plouguiel
Plouguiel (bret. Priel) – miejscowość i gmina we Francji, w regionie Bretania, w departamencie Côtes-d’Armor.
Według danych na rok 1990 gminę zamieszkiwało 2056 osób, a gęstość zaludnienia wynosiła 108 osób/km² (wśród 1269 gmin Bretanii Plouguiel plasuje się na 302. miejscu pod względem liczby ludności, natomiast pod względem powierzchni na miejscu 525.).